# Waterloo (Quebec)
Waterloo es una ciudad de Quebec, Canadá, incluida en el municipio regional de condado de La Haute-Yamaska, en la región de Montérégie-Est en Montérégie. La población de acuerdo al Censo de Canadá de 2011 fue 4330 habitantes. Completamente rodeado por el municipio de Shefford, esta ciudad residencial se encuentra dentro de los municipios del este, a unos sesenta kilómetros al este de Montreal.
Hace parte de las circunscripciones electorales de Shefford a nivel provincial y de Shefford a nivel federal.

## Demografía

### Población
Tendencia de la población:
| Censo | Población | Cambio (%) |
| ----- | --------- | ---------- |
| 2011  | 4.330     | 6.8%       |
| 2006  | 4.054     | 1.5%       |
| 2001  | 3.993     | 1.2%       |
| 1996  | 4.040     | 1.3%       |
| 1991  | 3.989     | N/A        |

### Idiomas
Lengua materna (2006)
| Idioma                       | Población | Porcentaje (%) |
| ---------------------------- | --------- | -------------- |
| Francófonos                  | 3.095     | 79.05%         |
| Anglófonos                   | 710       | 18.14%         |
| Bilingües (inglés y francés) | 60        | 1.53%          |
| Otros idiomas                | 50        | 1.28%          |